# Petre Bajbeuc-Melikov
Petre (Piotr) Bajbeuc-Melikov (Melichian, Milinchișvili), de asemenea Bajbeuk-Melicoff și Bajbeuk-Melikov (n. 1872, Tighina, Imperiul Rus – d. octombrie 1944, Ploiești, România; în armeană Պետրոս Բաժբեուկ-Մելիքյան, transliterat Bedros Bažbeuk-Melikyan; în rusă Пётр Захарович Бажбеук-Меликов) a fost un agronom țarist și om politic moldovean de etnie armeană. A fost membru al Sfatului Țării al Republicii Democratice Moldovenești.

## Biografie
S-a născut la Bender (Tighina) în Basarabia țaristă pe 27 februarie 1872. A fost educat în gubernia Tiflis (Tbilisi) și apoi în Franța. Pe parcursul vieții a ocupat diverse posturi administrative în Imperiul Rus și Republica Rusă. S-a prezentat la alegerile din noiembrie 1917 pentru Adunarea Constituantă Rusă ca afiliat al Partidului Constituțional Democrat. Eșuând în această acțiune, a fost în schimb primit ca delegat armean de către Sfatul Țării, chiar înainte de proclamarea Republicii Democrate Moldovenești. Loial față de aceasta din urmă, el s-a pronunțat împotriva infiltrării bolșevice și a susținut intervenția României. Deși a salutat expediția militară românească de la începutul anului 1918, s-a opus (a fost absent de la sesiune) unirii ulterioare a Basarabiei cu România, în favoarea monarhismului rus. 
În 1919, s-a alăturat Comitetului pentru Salvarea Basarabiei din Odesa și, prin intermediul acestuia, și mișcării Albe. Comitetul l-a trimis în misiune la Comandamentul General al Forțelor Armate ale Rusiei de Sud la Rostov-pe-Don, unde a vorbit despre reintegrarea Basarabiei într-un viitor stat rus. Părăsind regiunea în etapele ulterioare ale Războiului Civil Rus, a făcut publicitate cauzei emigraților albi în Bulgaria, dar în cele din urmă s-a întors în Basarabia și a slujit monarhiei române. În anii 1930 a fost primarul Orheiului.

## Galerie de imagini

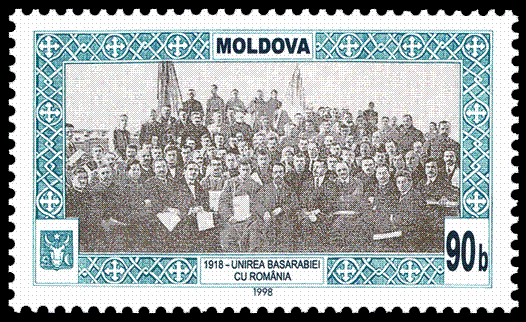
Membrii Sfatului Țării pe un timbru moldovenesc din 1998.